# Valera (Veneçuela)
Valera és una ciutat de Veneçuela ubicada al peu dels Andes, a l'estat de Trujillo, a l'oest del país, a uns 33 km de la ciutat de Trujillo, la capital de l'estat. És la capital del municipi homònim. Es troba a 540 msnm. Està situada en una terrassa al·luvial de vores rectes. Els rius Motatán i Momboy voregen la ciutat.
Coneguda com "la ciutat dels set turons", és la ciutat més important de l'estat de Trujillo, per sobre de la capital. L'any 2018 la seva població era d'uns 173.000 habitants.
A la ciutat hi conviuen diverses comunitats: italiana, portuguesa, xinesa, colombiana i espanyola.

## Economia
La ciutat és el centre comercial de l'estat de Trujillo i una porta d'entrada a la regió dels Andes de Veneçuela. Té una comunitat empresarial vibrant, així com una força laboral diversa i educada. Com a centre econòmic i comercial de l'estat de Trujillo, Valera és un centre de distribució de productes agrícoles a Veneçuela, on es conrea canya de sucre, cacau, cafè, fruita i cereals. La mòlta de farina és una indústria important. La zona ha subministrat tradicionalment aproximadament una quarta part del blat de la nació.